# María Vázquez Blanco
María Vázquez Blanco (La Graña, Ferrol, siglo XX) fue una guerrillera antifranquista española que operó en Galicia.

## Biografía
Hija de Alicio Vázquez Hinojosa, maquinista de la Marina, quien se casó con Julia Blanco Rey el 16 de diciembre de 1919. Su padre, que padecía una enfermedad pulmonar, fue destinado al Ministerio de Marina y en enero de 1931 María partió hacia Madrid con su madre y sus hermanos Alicio y Julia. Tras el golpe de Estado del 18 de julio de 1936, Alicio Vázquez Hinojosa entrenó a voluntarios socialistas en Madrid. Recibió el mando y con ellos pasó al frente de Extremadura y murió en combate en Llerena (Badajoz) el 31 de agosto de 1936. Tras la batalla del Ebro, María abandonó Madrid para ir a Valencia con su madre y sus hermanos.
En febrero de 1939 cruzaron la frontera española por Le Perthus y fueron enviados a Grugny (Normandía). Terminaron alistadas en la Legión Extranjera de Pétain, enviadas a África, donde María desertó para unirse a la 2ª División Blindada del general Leclerc. Terminó en la compañía de La Nueve, formada por 160 soldados, casi todos españoles. María, que tenía estudios de enfermería, encontró trabajo en un hospital de Ruan, ayudó a conquistar la ciudad en agosto de 1944 y fue quien izó la bandera republicana española en el Ayuntamiento. Se enamoró de un soldado aliado, se vistió de hombre, entró a los Estados Unidos, se casó y tuvo una hija.